# Slaget vid Rautus
Slaget vid Rautus utkämpades under finska inbördeskriget 1918 och sammanföll tidsmässigt med erövringen av Tammerfors och den tyska framryckningen mot Helsingfors. Under befäl av Aarne Sihvo belägrades ryska trupper från tre håll vid Rautus järnvägsstation den 25 mars. 
I början av mars 1918 återfanns 1.450 ryssar vid Rautus, varav en del kunde vara kareler i rysk uniform. De finska rödgardisterna var drygt 300. 
Fronten vid Rautus skilde sig från andra frontavsnitt i Karelen. Medan det ryska inslaget minskade på andra håll, ökade den faktiskt här genom tillströmning från olika håll, bl.a. Petrograd. Operationen leddes av general Jeremejev, och i ledningen vid fronten återfanns löjtnant Prigorovskij. Det nominella chefskapet handhades av Palmu, sedan Juho Nygren och från början av april Jalmari Eskelinen. Chef för Petrograds finska rödgardister var H. Myllys. Stabsverksamheten handhades av J. Rahja, N.J. Kokko, S.F. Stepanov, F.G. Grjadinski, A.M. Kotsjeregin, V. Iljin och S.P. Voskov.
Truppkoncentrationen hade lätt kunnat kompletteras från området kring Petrograd om de röda hade så önskat. Därför var de vita tvungna att besegra fienden i Rautus inför operationen mot Viborg. Situationen hade länge varit den att ryssarna varit kraftigt förskansade runt Rautus station och på den stora bangården där, medan de vita befunnit sig i en cirkel runtom dem. Cirkeln var emellertid öppen mot söder och detta medförde att ryssarna hade järnvägsförbindelse 6 km söderut till gränsen. Den 25 mars vann de röda en avvärjningsseger. Det vita överkommandot ställde då en av jägartrupperna till belägrarnas förfogande. Det var VIII jägarbataljonen under befäl av kapten Karl Lennart Oesch. Därmed blev belägringsringen sluten. Klockan fem den 4 april sattes från alla håll av belägringsringen i gång ett anfall mot Rautus station med avsikt att få ett avgörande till stånd. Stormningen lyckades inte. Morgonen därpå företog de belägrade ett utbrytningsförsök mot sydväst. Det första hindret genombröts, men det senare stoppade försöket. En dalgång mellan Maanselän hovin mäki och Pöllänmäki omdöptes till "Dödens dal" i och med att den blev slutet för cirka 400 ryssars eller rödas färd. Inom stationsområdet stupade ungefär lika många revolutionära och över 800 man, oräknat kvinnor och barn, blev tillfångatagna. De som lyckades fly uppgick troligen till omkring 400. De vita förlusterna uppgick till 645 man. I den siffran ingår de totala förlusterna för de fem första dagarna av april: huvuddelen härrör från den fjärde och femte dagen i månaden. Slutfasen av slaget om Rautus tillhör de blodigaste striderna under kriget 1918 och kan jämföras med händelserna på Kalevankangas i Tammerfors den 28 mars.
Rautus vägde tungt i den vita propagandan och jägarmajor Aarne Sihvo befordrades till överstelöjtnant. Händelserna vid Rautus hade en stor moralisk betydelse, men deras betydelse var stor också på det praktisk-militära planet. Utgångspunkten för det förestående anfallet mot Viborg blev genast mycket bättre.